# Che tu sia per me il coltello
Che tu sia per me il coltello (in ebraico: שתהיי לי הסכין, Shetehi Li HaSakin) è un romanzo epistolare scritto da David Grossman nel 1998, edito in Italia da Mondadori nel 1999 nella traduzione di Alessandra Shomroni.
Il titolo del romanzo è ripreso dalle Lettere a Milena di Franz Kafka: "Amore è il fatto che tu sia per me il coltello col quale frugo dentro me stesso".

## Trama
Il romanzo narra le vicende di Yair Einhorn e Myriam, entrambi sposati e di Gerusalemme, i quali vivono un rapporto d'amore profondo e tormentato, ma al contempo aperto e privo di ogni vincolo, che rimane confinato a uno scambio epistolare di sei mesi, dal 3 aprile al 13 ottobre.
A una festa, Yair nota un gesto apparentemente semplice, come lo stringersi nelle braccia, di una donna a lui sconosciuta, una insegnante di nome Myriam, e ne rimane così colpito che le invia una prima lettera nella quale le propone di iniziare uno scambio epistolare: la donna accetta e in queste lettere Yair le confessa tutti i suoi tormenti, le sue sofferenze, si svela per quel che è davvero e non per quel che si sforza di apparire. I due iniziano a conoscersi sempre meglio e ad aprirsi l'un l'altro, dando prova di grande sensualità in una relazione di fatto basata sull'immaginazione e fortemente imperniata su un erotismo fantasioso, crudo e immaginifico, che vive di lampi e di struggenti emozioni. Nonostante i due si rivelino vicendevolmente particolari molto intimi della propria esistenza e condividano la parte nascosta e più profonda di se stessi, Yair preferisce utilizzare dei nomi di fantasia quando si tratta di dover parlare dei propri familiari (chiama infatti la moglie Maya e il figlio Yidò). Ne deriva un contrasto tra stretta intimità e reticenza di informazioni pubbliche.
Grossman inserisce nella prima sezione del suo romanzo soltanto le lettere di Yair; il lettore può intuire alcune delle risposte di Myriam dalle parole di Yair, che spesso cita alcune frasi della donna, commenta le sue parole, le sue impressioni e le riesamina. Nella seconda parte del romanzo, invece, viene riportato il diario tenuto da Myriam nei mesi nei quali i due si scambiano le lettere e nelle settimane successive alla decisione unilaterale di Yair di interrompere lo scambio; decisione, questa, che lascia Myriam piuttosto contrariata per il fortissimo livello di coinvolgimento nella relazione. Quando Yair si trasferisce momentaneamente a Tel Aviv e le inizia a spedire da lì le sue lettere, Myriam si mette in viaggio e lo cerca, ma invano. Col passare del tempo si crea una frattura insanabile tra i due: Myriam, infatti, vorrebbe trasformare quel rapporto in qualcosa di diverso, desidererebbe incontrare Yair e non limitarsi all'invio e alla ricezione di lettere; sin dalla prima missiva, Yair chiarisce, invece, la possibilità di spezzare un giorno all'improvviso quel sogno fatto di parole e di lettere, e di non voler incontrare la donna. Nella sua ultima lettera, Yair rivela il proprio nome completo, di cosa si occupa per lavorare e dove abita, ed è questo il suo modo di porre un punto fermo alla relazione; il tutto avviene al termine di una lunghissima lettera tanto struggente quanto potente dell'uomo, che ha il suo parossismo in un rapporto sessuale lacerante che li unisce, nelle fantasie di Yair, per l'eternità.

## Edizioni
- (HE) David Grossman, שתהיי לי הסכין, Tel Aviv, הוצאת הקיבוץ המאוחד, 1998, OCLC 39483644.
- David Grossman, Che tu sia per me il coltello, traduzione di Alessandra Shomroni, Mondadori, 1999, ISBN 88-04-45835-6, OCLC 797458996.

### Annotazioni
1. ↑  In analogia alle Lettere a Milena di Kafka, viene conservata soltanto la corrispondenza dell'uomo rivolta alla donna.

### Fonti
1. 1 2  (EN) Linda Grant, Intimacy from afar, in The Guardian, 16 febbraio 2002. URL consultato il 13 marzo 2025.
2. ↑  (EN) Jeff Zaleski, Be My Knife, in Publishers Weekly, vol. 248, n. 43, 22 ottobre 2001,  p. 43.